# Panggang (Jepara)
Panggang is een bestuurslaag in het regentschap Jepara van de provincie Midden-Java, Indonesië. Panggang telt 3653 inwoners (volkstelling 2010).